# Trichopezinae
Trichopezinae là một phân họ ruồi empidoid. Chúng là loài săn mồi các loài ruồi như các loài có liên hệ gần với nó, chúng thường có kích thước vừa và nhỏ, chân dài và mắt lớn.
Trước đây chúng được đặt vào Clinocerinae hoặc Hemerodromiinae. Trong vài cách sắp xếp chúng được xem là một họ riêng biệt. Tuy nhiên, khả năng lớn nhất Brachystomatinae thuộc Empididae.

## Các chi chọn lọc
- Boreodromia Coquillett, 1903[3]
- Ceratempis Melander, 1927[3]
- Gloma Meigen, 1822
- Heleodromia Haliday, 1833
- Heterophlebus Philippi, 1865
- Sematopoda Collin, 1928[3]
- Trichopeza Róndani, 1856

Danh sách này không đầy đủ, bạn cũng có thể giúp mở rộng danh sách.